# Jaltomata diversa
Jaltomata diversa là loài thực vật có hoa trong họ Cà. Loài này được (J.F. Macbr.) Mione mô tả khoa học đầu tiên năm 1999.